# Юл Антоний
Юл Антоний (на латински: Iullus Antonius; * 45 пр.н.е.; † 2 пр.н.е.) е младият син на римския политик и генерал Марк Антоний и неговата трета съпруга Фулвия. Познат е като любовник на Августовата дъщеря Юлия.

## Биография
Юл е роден една година по-рано от убийството на Юлий Цезар. След смъртта на майка му през 40 пр.н.е. Юл Антоний е гледан от мащехата му Октавия Младша. Той остава при нея, когато Антоний я изоставя заради Клеопатра и затова не е убит през 30 пр.н.е. като по-големия му брат Марк Антоний Антил по заповед на Октавиан (по-късния Август).
Юл Антоний се жени през 21 пр.н.е. за дъщерята на Октавия Клавдия Марцела Старша, от която Марк Випсаний Агрипа се развежда, за да се ожени по заповед на Август за Юлия. Юл и Клавдия имат два сина Луций Антоний и Юл Антоний и една дъщеря Юла Антония.
Юл Антоний служи през 13 пр.н.е. като претор и е приет в колега на авгурите. През 10 пр.н.е. става консул. През 7/6 пр.н.е. е проконсул на провинция Азия.
По това време той започва връзка с Юлия, която е в трети брак с Тиберий много нещастна. През 2 пр.н.е. Август разбира за аферата и праща дъщеря си заради изневяра в изгнание, а нейния любовник съди за предателство.